# ヨハン・ホイジンガ
ヨハン・ホイジンガ（蘭: Johan Huizinga [ˈjoːɦɑn ˈɦœy̯zɪŋɣaː]、1872年12月7日 - 1945年2月1日）は、オランダの歴史家。サンスクリット文献研究から歴史研究に転じた。『中世の秋』『ホモ・ルーデンス』などの著作で知られる。

## 生涯

### 年譜
- 1872年、オランダ北東部のフローニンゲンで生まれる。
- 1891年、フローニンゲン大学に入学。比較言語学を学ぶ。
- 1897年、古代インド演劇に登場する道化をテーマにした論文「インド演劇におけるヴィデュシャカ（De vidûsaka in het indisch tooneel）」で学位取得。ハーレムの実科高等学校で歴史を教える（1905年まで）。
- 1903年、アムステルダム大学私講師。バラモン教、仏教を講じる。
- 1905年、論文「ハーレム市の成立」を発表、母校のフローニンゲン大学教授。
- 1915年、ライデン大学教授。
- 1919年、『中世の秋』発表。
- 1929年、王立科学アカデミー歴史・文学部門主席。
- 1932年、ライデン大学学長。
- 1936年、国際連盟知的協働国際委員会委員。
- 1938年、同副議長。『ホモ・ルーデンス』発表。
- 1942年、ナチス批判を行った廉でオランダに侵攻したナチスドイツによって強制収容所に収監される。まもなく釈放されたが、以後事実上の軟禁状態となる。
- 1945年、オランダ解放直前に逝去。

## 研究内容・業績
- ホイジンガはブルクハルトのルネサンス観には、疑問を持っていた。彼は『中世の秋』で14-15世紀のブルゴーニュ公国の文化について考察を行っているが、第8章で遊びと真面目が截然としていない文化たるキリスト教社会にあって、卑猥な言葉も隠し言葉もこれらは全て民族的背景を基盤とし、貴族文化の成熟の象徴であると称えている。これを発展させ、人間の本質を「遊戯」に見出したのが『ホモ・ルーデンス』（1938年）である[3]。
- エラノス会議を通し神話学者のカール・ケレーニイ等とも交流があった。

### 日本に関する言及
ホイジンガは、オランダの東洋語・サンスクリット語学者であるラーデル教授から得た考察として、日本語に関する考察を述べている。それによると、日本語は中国語とは対照的であるが、その反面、現代西洋語に酷似しているとのことである。

### 日本に与えた影響
- 著作は邦訳されたものも多い。『中世の秋』の訳者で、ホイジンガ研究の第一人者である堀越孝一は、ホイジンガのシンボリック的暗示のもつ偉大なる魅力にとりつかれたと述べている。

## 伝記・用語
- 里見元一郎『ヨハン・ホイジンガ　その歴史観と文明論』（近代文芸社新書、2001年）
  - 『西欧中世の宮廷文明』（近代文芸社新書、2003年）- 「中世の秋」論がある。
- ホモルーデンス (homo ludens) - 〔遊ぶ人の意〕 オランダの歴史学者ホイジンガの用語。遊戯が人間活動の本質であり，文化を生み出す根源だとする人間観。遊戯は生活維持を求める生物学的活動を超え、生活に意味を与えるものであると主張される[4]。

## 著書
日本語訳（※は電子書籍も刊）
- 『ホイジンガ選集』（全6巻、藤縄千艸ほか訳、河出書房新社、1971-72年、新装版1989-91年）　
1. ホモ・ルーデンス、2. 明日の蔭の中で[5]、3. 歴史を描くこころ[6]

4. ルネサンスとリアリズム、5. 汚された世界、6. 中世の秋
- 『祖国の歴史より　ホイジンガ歴史画集』（里見元一郎訳・解説、河出書房新社、1972年）

- 『中世の秋』（兼岩正夫・里見元一郎訳、創文社「名著翻訳叢書」、1958年[9]／角川文庫（上下）、1976年、新版1984年）
- 『中世の秋』（堀越孝一訳、中央公論社「世界の名著55」、1967年[10]／中公文庫（上下）、1976年、改訂版2018年※／中公クラシックス （I・II）、2001年）
- 『ホモ・ルーデンス　人類文化と遊戯』（高橋英夫訳、中央公論社、1963年、新装版1971年／中公文庫、1973年、改訂版2019年）
- 『ホモ・ルーデンス』（里見元一郎訳、河出書房新社、1974年[11]／講談社学術文庫※、2018年）- 副題は「文化のもつ遊びの要素についてのある定義づけの試み」
- 『文化史の課題』（里見元一郎訳、東海大学出版会、1965年、改訂版1978年）- 史学論考
- 『エラスムス　宗教改革の時代』（宮崎信彦訳、筑摩書房〈筑摩叢書〉、1965年、新版1985年／ちくま学芸文庫、2001年）- 人文主義者エラスムスの評伝
- 『レンブラントの世紀　17世紀ネーデルランド文化の概観』（栗原福也訳、創文社〈歴史学叢書〉※[12]、1968年、新版1986年 ほか）
- 『わが歴史への道』（坂井直芳訳、筑摩書房〈筑摩叢書〉、1970年、新版1985年）- 自伝・史論などの論考集
- 『朝の影のなかに　わたしたちの時代の精神の病の診断』（堀越孝一訳、中央公論社、1971年／中公文庫、1975年）
- 『アメリカ文化論　個人と大衆』（橋本富郎訳、世界思想社、1989年）